# Prix du jury du Festival de Deauville
Pour les articles homonymes, voir Prix du jury.
Le prix du jury est une récompense décernée depuis 1995 à un film au cours du Festival du cinéma américain de Deauville.
Ce prix s'est appelé prix du jury spécial Deauville de 1995 à 1997 et Prix spécial du jury du cinéma indépendant américain en 1998 et 1999.

## Palmarès
- 1995 : (ex æquo) Denise au téléphone (Denise Calls Up) de Hal Salwen et Les Frères McMullen (The Brothers McMullen) de Edward Burns
- 1996 : (ex æquo) Bound de Larry et Andy Wachowski et Bienvenue dans l'âge ingrat (Welcome to the Dollhouse) de Todd Solondz
- 1997 : (ex æquo) En compagnie des hommes (In the Company of Men) de Neil LaBute et L'Or de la vie (Ulee's Gold) de Victor Nuñez
- 1998 : High Art de Lisa Cholodenko
- 1999 : (ex æquo) Les Frères Falls (Twin Falls Idaho) de Michael Polish et Guinevere de Audrey Wells
- 2000 : (ex æquo) Memento de Christopher Nolan et Les Initiés (Boiler Room) de Ben Younger
- 2001 : Ghost World de Terry Zwigoff
- 2002 : (ex æquo) Photo Obsession (One Hour Photo) de Mark Romanek et L.I.E. de Michael Cuesta
- 2003 : Thirteen de Catherine Hardwicke
- 2004 : The Woodsman de Nicole Kassell
- 2005 : (ex æquo) Keane de Lodge Kerrigan et Girls in America (On the Outs) de Lori Silverbush et Michael Skolnik
- 2006 : Half Nelson de Ryan Fleck
- 2007 : Never Forever de Gina Kim
- 2008 : Ballast de Lance Hammer
- 2009 : (ex æquo) Sin nombre de Cary Fukunaga et Precious (Precious ou Precious: Based on the Novel "Push" by Sapphire) de Lee Daniels
- 2010 : (ex æquo) Winter's Bone de Debra Granik et The Myth of the American Sleepover de David Robert Mitchell
- 2011 : Summertime (The Dynamiter) de Matthew Gordon
- 2012 : Una Noche de Lucy Mulloy
- 2013 : (ex æquo) All Is Lost de J. C. Chandor et Stand Clear of the Closing Doors de Sam Fleischner
- 2014 : The Good Lie de Philippe Falardeau
- 2015 : Tangerine de Sean S. Baker
- 2016 : (ex æquo) Wiener-Dog de Todd Solondz et Captain Fantastic de Matt Ross
- 2017 : (ex æquo) A Ghost Story de David Lowery et Brooklyn Yiddish de Joshua Z. Weinstein
- 2018 : (ex æquo) American Animals de Bart Layton et Night Comes On de Jordana Spiro
- 2019 : (ex æquo) The Climb de Michael Angelo Covino et The Lighthouse de Robert Eggers[1]
- 2020 : (ex æquo) First Cow de Kelly Reichardt et Lorelei de Sabrina Doyle
- 2021 : (ex æquo) Pleasure de Ninja Thyberg et Red Rocket de Sean S. Baker
- 2022 : (ex æquo) War Pony de Riley Keough et Gina Gammell et Palm Trees and Power Lines de Jamie Dack
- 2023 : (ex æquo) Fremont de Babak Jalali et The Sweet East de Sean Price Williams
- 2024 : The Knife de Nnamdi Asomugha